# Pugni (racconti)
(Pietro Grossi, Pugni (racconti))
Pugni è una raccolta di 3 racconti (Boxe, Cavalli, Scimmia) di Pietro Grossi, pubblicato nel 2006, presso la casa editrice Sellerio

## Trama
Boxe narra la crescita e la maturazione di un ragazzo che si definisce: bravo, studioso e sfigato. Egli, nella sua vita non fa nulla che gli piaccia finché non scopre la boxe. Ottiene dalla madre di poter frequentare la palestra e il suo mondo si apre': egli diventa un giovane mito ma sconosciuto perché la madre non gli permette di affrontare incontri veri'. Tutto procede fino a quando il ballerino (così viene soprannominato) otterrà di incontrare la Capra un giovane pugile, superleggero come lui, determinato, forte, abile che attacca a testa bassa, cocciuto come una capra e sordomuto. I due si affrontano e scoprono di essere simili: due giovani sfigati che hanno trovato nella boxe il proprio mondo. Il vincitore morale sarà il ballerino e la Capra lo riconosce. Per il Ballerino però il mondo reale avrà il sopravvento e continuerà ad allenarsi senza più gareggiare.
Cavalli narra la storia di due fratelli: Natan e Daniel. Rimasti orfani di madre, i due bambini combinano guai a non finire finché il padre, incapace di mostrare loro il suo affetto, compra per loro due cavalli. I due animali saranno la svolta che porterà i ragazzi alla presa di responsabilità e alla maturazione. I due ragazzi, sebbene fortemente legati, prenderanno strade differenti: «Fu subito chiaro a tutti che i cavalli avrebbero portato i due fratelli in luoghi diversi». 
Scimmia narra di un amore, di un'amicizia, di una vita irrisolti. Nico e Piero sono amici dall'infanzia ma non si frequentano da molto tempo. Nico, un giorno, riceve una telefonata da una persona del suo passato, il suo antico amore, la sorella di Piero: Maria. La donna narra che Piero si è messo a fare la scimmia: «Nel senso che a un certo punto si è chinato in due e ha iniziato a grugnire come una scimmia. All'inizio era buffo...poi però non ha più smesso». Nico si reca da Piero e si ritrova immerso nel passato ma la pazzia del suo amico è «un bel cazzotto», troppo violento per lui. Egli si allontana, non sa, e non riesce a far nulla per far tornare indietro la mente perduta della scimmia che era stata suo amico.

## Edizioni
- Pugni (Racconti), Palermo, Sellerio, 2006 ISBN 88-389-2092-3.